# Arthur Alin
Arthur Maximus Alin, född 29 maj 1891 i Adolf Fredriks församling i Stockholm, död 21 september 1977 i S:t. Johannes församling i Malmö, var en svensk konstnär.
Han var son till grosshandlaren Johan Verner Alin och Charlotta Sofia Andersdotter och från 1946 gift med Ebba Theorin-Kolare. Alin studerade ett år vid Tekniska skolan i Stockholm innan han blev elev vid konstakademien i München där han studerade för Franz von Stuck 1909-1912 samtidigt studerade han konsthistoria och arkitektur vid Münchens universitet. Därefter fortsatte han sina konststudier vid Académie Colarossi i Paris och för Carl Wilhelmson i Stockholm. Han var under en följd av år bosatt i Rom och företog omfattande resor till främre Orienten. Hans konst består till stor del av porträtt och han har i Danmark utfört ett stort antal porträtt av officiella personer. Alin är representerad vid Östergötlands museum, Norrköpings konstmuseum och i ett flertal offentliga porträttsamlingar.